# Seventhian ...Memories of Time
Seventhian ...Memories of Time är det finländska power metal-bandet Dreamtales sjunde studioalbum, utgivet i december 2016 på Osk Secret Door och i Japan på Avalon i november samma år.
Seventhian var Dreamtales första dubbelalbum, där skiva två innehåller nyinspelningar av låtar från bandets fyra första studioalbum. Den var också det sista musiksläppet med sångaren Erkki Seppänen, gitarristen Seppo Kolehmainen och basisten Heikki Ahonen, samt det enda med trummisen Janne Juutinen.

## Låtlista
CD 1 - Seventhian
1. "Dreality" – 3:28
2. "For Our Future" – 4:05
3. "October Is Mine" – 4:07
4. "Picnic Inferno" – 4:18
5. "Cabal Toyboy" – 4:41
6. "True Life" – 4:19
7. "Reality Reborn" – 4:29
8. "Fusion Illusion" – 4:44
9. "Names on the Wall" – 4:30
10. "Greenback Hunter" – 3:44
11. "Moral Messiah" – 4:14
12. "Embrace My Scars" – 5:12

Bonusspår på den japanska utgåvan
1. "Even If I Cannot Breathe" – 4:08

CD 2 - ...Memories of Time
1. "Refuge from Reality" (från Beyond Reality) – 4:51
2. "Call of the Wild" (från Beyond Reality) – 4:51
3. "Angel's Eyes" (från Ocean's Heart) – 4:17
4. "Two Hundred Men" (från Ocean's Heart) – 3:55
5. "My Only Wish" (från Ocean's Heart) – 4:53
6. "World's Child" (från Difference) – 4:52
7. "Take What the Heavens Create" (från Phoenix) – 2:52
8. "Firebird" (från Phoenix) – 3:52

## Medverkande
Musiker
- Erkki Seppänen – sång
- Rami Keränen – gitarr
- Seppo Kolehmainen – gitarr
- Heikki Ahonen – basgitarr
- Akseli Kaasalainen – keyboard
- Janne Juutinen – trummor

Produktion
- Jussi Kulomaa – producent, inspelningstekniker
- Akseli Kaasalainen – mixning
- Mika Jussila – mastering
- Dilyana Hezhaz – albumkonst

## Inspelningsinformation
Inspelningsstudior:
- Dreamtale House
- MSTR-Studio, Tammerfors
- Fantom-Studio, Ylöjärvi